# Словенський повіт
Словенський повіт — адміністративно-територіальна одиниця, один із повітів Катеринославського намісництва, центром якого було місто Словенськ. Існував протягом 1784—1797 років. 

## Історія
22 січня 1784 року місто Тор було перейменоване на Словенськ та приєднано від Слобідсько-Української губернії до Катеринославського намісництва. Місто стало повітовим, через що було утворено відповідний повіт.
Вже 1797 року Словенський повіт повернутий до Слобідсько-Української губернії та став заштатним містом Слов'янської волості Ізюмського повіту.